# По света и у нас
„По света и у нас“ е първото българско новинарско телевизионно предаване.

## История

### Българска телевизия (1959 – 1992)
Първото излъчване на „По света и у нас“ е на 20 юли 1960 г. Преди това от 7 ноември 1959 г. всеки ден са се излъчвали новинарски емисии в рамките на 5 минути. Първият говорител е Никола Филипов. Следващите говорители са Мария Янакиева, Анахид Тачева, Георги Ламбрев, Мария Тролева, Лили Ванкова, Любинка Няголова. По времето на Иван Славков се внасят първите записващи магнетофони Bosch. Първото пряко включване на програмата е осъществено през 1972 г. от Варна. В средата на 70-те години са избрани от говорителите 4 жени и 4-ма мъже, които четат единствено новини. Това са Любинка Нягулова, Христина Христова, Мария Янакиева, Веселина Александрова, Никола Филипов, Даниел Илиев, Димитър Игнатиев и Георги Ламбрев. Те са постоянните говорители на новините и ги представят от студио 6 до 1990 г. През 1994 г. в новините от 17 часа е въведен жестомимичен превод в ефир за хората с увреден слух. След 1989 г. към новинарската емисия се сформират три различни новинарски екипа: Екип 1, Екип 2 и Екип 3. Журналистите от предаването имат изключителен принос за развитието на българската и световната журналистика: Интервюта с Раджив Ганди, отразяването на първия български космонавт – Георги Иванов, спортните успехи на България, отразяването на Ноемврийски пленум на ЦК на БКП (1989), катастрофата в Чернобил и много други репортажи.

### Българска национална телевизия (1992 г.)
Водещи телевизионни двойки на новините по БНТ са: Радинела Бусерска – Григори Недялков, Радина Червенова – Спас Кьосев и Мира Добрева – Христо Петков. Новините от 1999 г. започват да се излъчват от специално изграденото за целта студио 6.
„По света и у нас е летописът на България“ – думи на Бойко Василев.
жестомимичен превод (1994 - понастоящем)
Настоящи:
Камелия Ангелова,
Бонка Саздова,
Надежда Мирчева
Бивши:
Ирена Ванева,
Христо Семерджиев 